# وايك
وايك (بالإنجليزية: Vayk)‏ هي municipality of Armenia تقع في أرمينيا في محافظة وايوتس‌جور. يقدر عدد سكانها بـ 5,900 نسمة ومساحتها 3 كم2 وترتفع عن سطح البحر 1,300 متر.